# ستيلاراتور

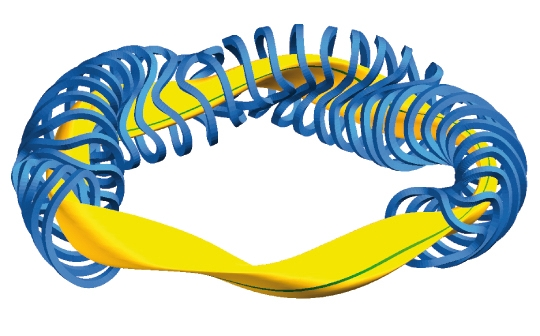
مثال لتصميم ستيلاراتور ، كما هو مستخدم في تجربة فندلشتاين 7-X : سسلسلة من الملفات المغناطيسية (زرقاء) تحيط بالبلازما (أصفر). يتم تمييز خط المجال المغناطيسي باللون الأخضر على سطح البلازما الأصفر.

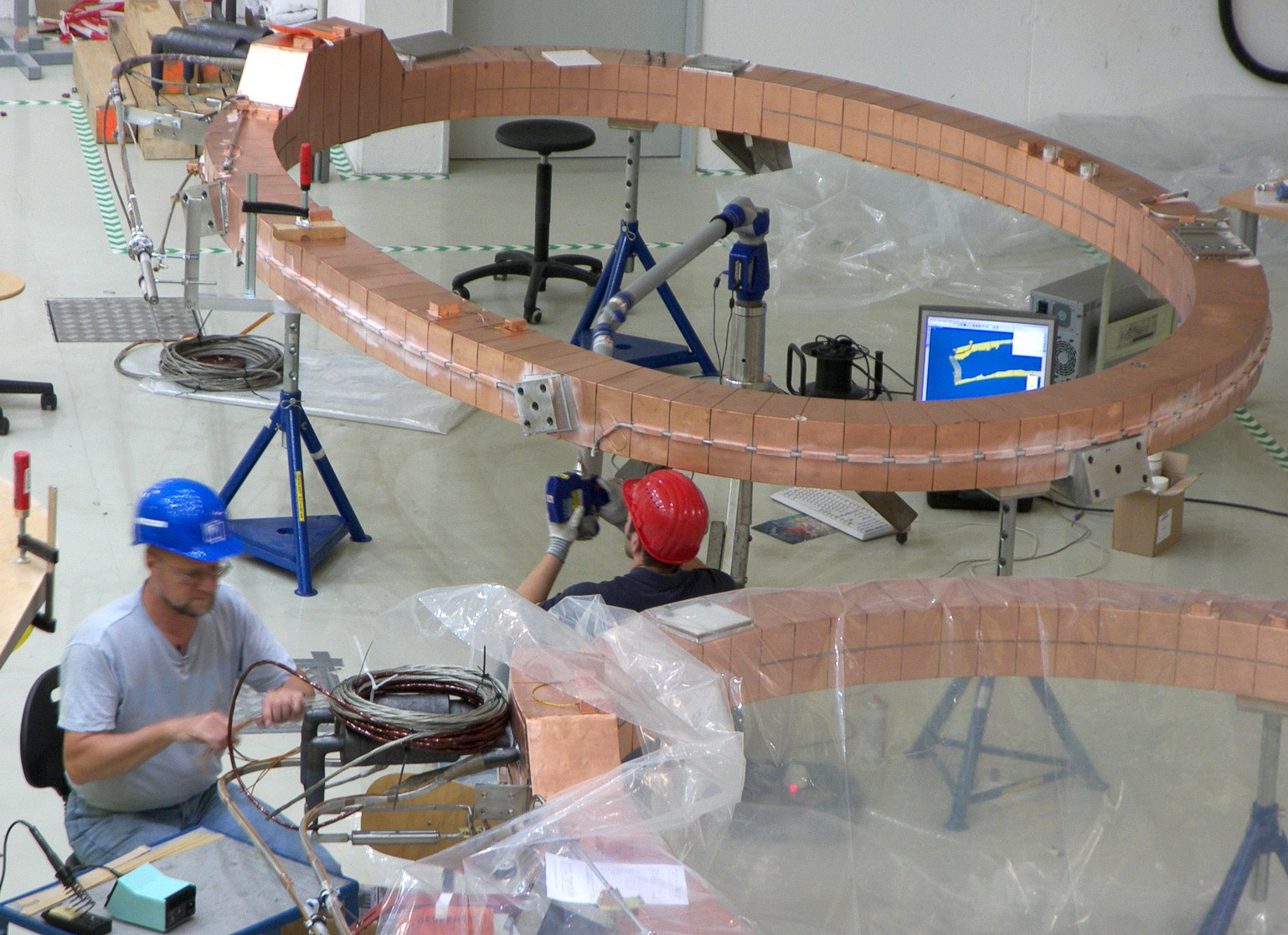
Wendelstein 7-X في جرايفسفالد ، ألمانيا. يتم تحضير الملفات من أجل تركيبها على تجربة ستيلاراتور.

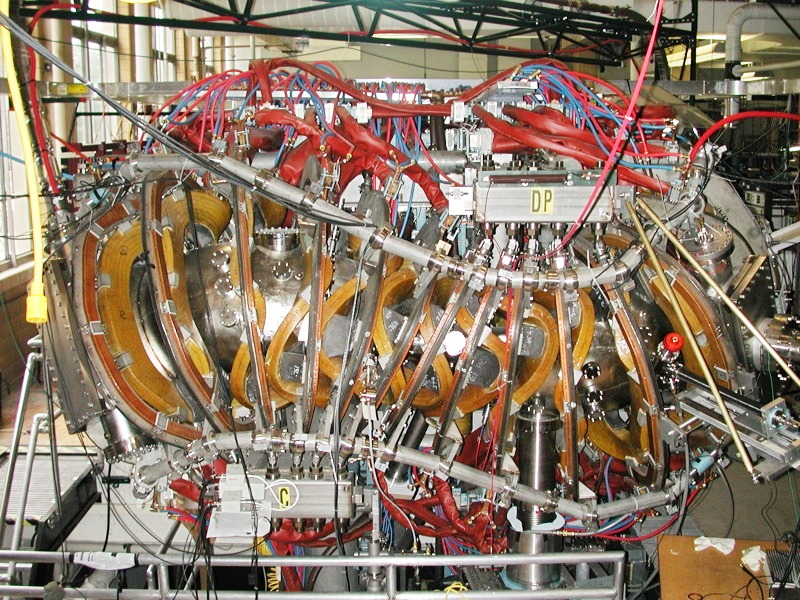
HSX ستيلاراتور

الستيلاراتور هو جهاز بلازما يعتمد بشكل أساسي على المغناطيسات الخارجية لحصر البلازما. يهدف العلماء الذين يبحثون في الاندماج النووي بطريقة الحصر المغناطيسي للبلازما وتفاعلها إلى استخدام أجهزة ستيلاراتور التي تحاكي تفاعلات اندماج الهيدروجين في النجوم التي تطلق طاقة هائلة. طاقة الإندماج التي تحدث في النجوم وكذلك الشمس تنطلق من التحام أنوية الهيدروجين والهيدروجين الثقيل والتريتيوم بتفاعلات الاندماج النووي. يشير اسم الجهاز «ستيلاراتور» إلى إمكانية تسخير مصدر طاقة النجوم، مثل الشمس لإنتاج الطاقة وتحويلها إلى تيار كهربائي؛ فجزء الكلمة الأول «ستيلا» معناه باليونانية «نجوم». إنها واحدة من أقدم أجهزة طاقة الاندماج، جنبًا إلى جنب مع z-pinch والمرآة المغناطيسية.
اخترع العالم الأمريكي ليمان سبيتزر من جامعة برينستون عام 1951، وقام فريقه بتنفيذ الكثير من تطويره المبكر في ما أصبح يعرف باسم مختبر برينستون لفيزياء البلازما (PPPL). بدأ نموذج ليمان A التشغيل في عام 1953 وأظهر حبسًا للبلازما. اتبعت النماذج الأكبر حجمًا، لكنها أظهرت أداءً ضعيفًا، حيث فقدت البلازما بمعدلات أسوأ بكثير من التوقعات النظرية. بحلول أوائل الستينيات، تلاشى أي أمل في إنتاج آلة اقتصادية لانتاج الطاقة بسرعة، وتحول الاهتمام إلى دراسة النظرية الأساسية للبلازما عالية الطاقة. وبحلول منتصف الستينيات، كان سبيتزر مقتنعًا بأن الستيلاراتورم كان يطابق معدل انتشار بوم، مما يشير إلى أنه لن يكون أبدًا جهاز اندماج عملي.
أشارت نشرة معلومات حول تصميم توكاماك في اتحاد الجمهوريات الاشتراكية السوفياتية في عام 1968 إلى قفزة في الأداء. بعد جدل كبير داخل الصناعة الأمريكية، حولت PPPL النموذج النجمي C (ستيلاراتور) إلى التوكاماك المتناظر (ST) كوسيلة لتأكيد أو نفي هذه النتائج. أكدهم التوكاماك المتناظر، وانتهى العمل على نطاق واسع في مفهوم stellarator في الولايات المتحدة حيث حظي جهاز التوكاماك بمعظم الاهتمام على مدار العقدين المقبلين. استمر البحث عن التصميم في ألمانيا واليابان، حيث تم بناء العديد من التصاميم الجديدة.
أثبت توكاماك في النهاية أن لديه مشاكل مماثلة لتلك التي يعاني منها الستيلاراتور، ولكن لأسباب مختلفة. منذ التسعينيات، شهد هذا التصميم النجمي اهتمامًا متجددًا، بغرض الاستفادة من تفاعلات الاندماج لإنتاج الطاقة؛ لأنها طاقة لا تنتهي يمكن أخذها من الهيدروجين الموجود في مياه المحيطات والبحار، عوضا عن الفحم والبترول. زادت طرق البناء الجديدة من جودة وقوة المجالات المغناطيسية، مما أدى إلى تحسين الأداء. تم بناء عدد من الأجهزة الجديدة لاختبار هذه المفاهيم. تشمل الأمثلة الرئيسية Wendelstein 7-X في ألمانيا، وتجربة التماثل الحلزوني (HSX) في الولايات المتحدة، والجهاز الحلزوني الكبير في اليابان.

## التاريخ

### العمل السابق
في عام 1934، كان مارك أوليفانت وبول هارتيك وإرنست رذرفورد أول من حقق الاندماج على الأرض، باستخدام مسرع الجسيمات لإطلاق نوى الديوتيريوم في رقائق معدنية تحتوي على الديوتيريوم أو الليثيوم (وهي نظائر ثقيلة للهيدروجين) أو عناصر أخرى. سمحت لهم هذه التجارب بقياس المقطع العرضي النووي لتفاعلات الاندماج المختلفة بين النوى، وتبينوا أن تفاعل التريتيوم والديوتيريوم حدث عند طاقة أقل من أي وقود آخر، وبلغ ذروته عند حوالي 100.000  إلكترون فولت (أي 100 كيلو الكترون فولت).  
طاقة 100 ألف إلكترون فولت للبلازما تعادل درجة حرارة تبلغ حوالي مليار كلفن. بسبب إحصائيات ماكسويل-بولتزمان، فإن كتلة غازية عند درجة حرارة أقل بكثير ستظل تحتوي على بعض الجسيمات في هذه الطاقات العالية. نظرًا لأن تفاعلات الاندماج تطلق قدرًا كبيرًا من الطاقة، فقد يمكن حتى لعدد صغير من هذه التفاعلات إطلاق طاقة كافية للحفاظ على الغاز عند درجة الحرارة المطلوبة. في عام 1944، أوضح إنريكو فيرمي أن هذا الاندماج سيحدث عند درجة حرارة تبلغ حوالي 50 مليون درجة مئوية، لا تزال تلك الظروف المطلوبة شديدة الحرارة وكذلك ضغط البلازما ولكن فهي ضمن نطاق الأنظمة التجريبية الحالية. كانت المشكلة الرئيسية هي حصر هذه البلازما لكي تتفاعل جسيماتها مع بعضها البعض وتلتحم. لا توجد حاوية مادية يمكنها تحمل درجات الحرارة هذه. ولكن نظرًا لأن البلازما موصلة للكهرباء، فإنها تخضع في حركتها للمجالات الكهربائية والمغناطيسية وهذا يمكن أن توفر عددًا من الحلول. 
في المجال المغناطيسي، تدور الإلكترونات وأنوية البلازما حول خطوط القوة المغناطيسية. تتمثل إحدى طرق توفير بعض الحبس في وضع أنبوب وقود داخل القلب المفتوح لملف لولبي مغنطيسي. يخلق الملف اللولبي خطوطًا مغناطيسية تتدفق إلى داخل مركزه، مما يسمح بالاحفاظ على البلازما بعيدًا عن جدران الجهاز عن طريق الدوران حول خطوط القوى المغناطيسية هذه. لكن مثل هذا الترتيب لا يقيد البلازما بطول الأنبوب. الحل الواضح هو ثني الأنبوب في شكل دائري (يشبة كيكة دونات)، بحيث يتشكل أي خط من خطوط المغناطيسية كدائرة، فيمكن للجسيمات أن تدور في الشكل الدائري على الدوام. 
ومع ذلك، فإن هذا الحل لا يعمل في الواقع. لأسباب هندسية بحتة، تكون المغناطيسات التي ترن الطارة أقرب لبعضها في المنحنى الداخلي، داخل «الطارة الدائرية». لاحظ فيرمي أن هذا من شأنه أن يتسبب في انجراف الإلكترونات بعيدًا عن النوى، مما يؤدي في النهاية إلى انفصالها وتكوين جهد كهربائي كبير. وسوف يتسبب المجال الكهربائي الناتج في تمدد حلقة البلازما داخل الطارة حتى تصطدم بجدران المفاعل. 

### ستيلاراتور
بعد الحرب العالمية الثانية، بدأ عدد من الباحثين في التفكير في طرق مختلفة لحصر البلازما (أيونات موجبة الشحنة وإلكترونات حرة). اقترح جورج باجيت طومسون من جامعة إمبريال كوليدج بلندن نظامًا يُعرف الآن باسم z-pinch ، والذي يدير تيارًا عبر البلازما.  بسبب قوة لورنتز، فإن هذا التيار يكوّن مجالًا مغناطيسيًا يسحب البلازما على نفسها، ويبعدها عن جدران المفاعل. هذا يلغي الحاجة إلى المغناطيسية من الخارج، وتجنب المشكلة التي لاحظها فيرمي. قامت فرق من الفيزيائيين مختلفة في المملكة المتحدة ببناء عدد من الأجهزة التجريبية الصغيرة باستخدام هذه التقنية في أواخر الأربعينيات. 
شخص آخر كان يعمل في مفاعلات الاندماج المتحكم فيه هو رونالد ريختر، وهو عالم ألماني انتقل إلى الأرجنتين بعد الحرب. استخدم الثرموترون الخاص به نظامًا من الأقواس الكهربائية والضغط الميكانيكي (الموجات الصوتية) للتسخين وحبس البلازما. أقنع خوان بيرون بتمويل تطوير مفاعل تجريبي في جزيرة معزولة بالقرب من الحدود التشيلية. المعروف باسم مشروع Huemul ، تم الانتهاء منه في عام 1951. سرعان ما أقنع ريختر نفسه بأن الاندماج قد تحقق على الرغم من اختلاف الأشخاص الآخرين العاملين في المشروع.  أعلن بيرون عن «النجاح» في 24 مارس 1951، ليصبح موضوعًا لقصص الصحف في جميع أنحاء العالم.
أثناء التحضير لرحلة تزلج إلى آسبن، تلقى ليمان سبيتزر مكالمة هاتفية من والده، الذي ذكر وجود مقالًا عن تجربة Huemul في صحيفة نيويورك تايمز .  بالنظر إلى الوصف الوارد في المقالة، خلص سبيتزر إلى أنه لا يمكن أن ينجح. النظام ببساطة لا يمكن أن يوفر طاقة كافية لتسخين الوقود إلى درجات حرارة الاندماج. لكن الفكرة علقت في ذهنه، وبدأ في التفكير في الأنظمة التي من شأنها أن تعمل. أثناء ركوبه مصعد التزلج، اقتنع بطريقة الستيلاراتور. 
كانت الفكرة الأساسية هي طريقة لتعديل تخطيط الطارة بحيث تعالج مخاوف فيرمي بالنسبة لهندسة الجهاز. من خلال التواء أحد طرفي الحلقة مقارنة بالطرف الآخر، وتشكيل جهاز على شكل 8 بدلاً من دائرة، لم تعد الخطوط المغناطيسية تتحرك حول الأنبوب بنصف قطر ثابت، وبدلاً من ذلك سوف تتحرك أقرب وأبعد من مركز الحلقة. سيجد الجسيم الذي يدور حول هذه الخطوط نفسه يتحرك باستمرار للداخل والخارج عبر المحور الثانوي للحلقة. سوف ينعكس الانجراف لأعلى أثناء تحركه خلال قسم واحد من المفاعل بعد نصف مدار، وسوف ينجرف إلى الأسفل مرة أخرى. لم يكن هذا التغير مثاليًا، ولكن يبدو أن هذا سيقلل إلى حد كبير من معدلات الانجراف بحيث يظل الوقود محصورًا لفترة كافية لتسخينه إلى درجات الحرارة المطلوبة. 
كان وصفه لنظام ستيلاتور في عام 1958 بسيطًا ومباشرًا:
«يعتمد الحبس المغناطيسي في جهاز الستيلاراتور على مجال مغناطيسي قوي ينتج عن ملفات لولبية تحيط بأنبوب حلقي. يتميز التكوين بـ «تحويل دوراني»، بحيث يتقاطع خط واحد من القوة المغناطيسية، متبوعًا حول النظام، مع مستوى مقطعي في نقاط تدور على التوالي حول المحور المغناطيسي. ... يمكن إنشاء تحويل دوراني إما عن طريق حقل ملف لولبي في أنبوب ملتوي أو على شكل 8، أو عن طريق استخدام حقل حلزوني متعدد الأقطاب عرضي إضافي، مع تناظر حلزوني. »

### ماترهورن
أثناء عمله في لوس ألاموس في عام 1950، اقترح جون ويلر إنشاء مختبر أبحاث سري في جامعة برينستون من شأنه أن يواصل العمل النظري على القنابل الهيدروجينية بعد عودته إلى الجامعة في عام 1951. تمت دعوة سبيتزر للانضمام إلى هذا البرنامج، نظرًا لأبحاثه السابقة في البلازما في الستيلاراتور. 
ولكن بحلول وقت رحلته إلى أسبن، فقد سبيتزر الاهتمام بتصميم القنبلة، وعند عودته، حول انتباهه طوال الوقت إلى الاندماج كمصدر للطاقة.  على مدار الأشهر القليلة التالية، أنتج سبيتزر سلسلة من التقارير التي تحدد الأساس الفكري لجهاز ستيلاراتور بالإضافة إلى المشكلات المحتملة. تتميز الأفكار بعمقها؛ لم تتضمن فقط تحليلًا تفصيليًا لرياضيات البلازما وثباتها، بل حدد أيضًا عددًا من المشكلات الإضافية مثل تسخين البلازما وكيفية التعامل مع الشوائب التي قد تؤثر سلبا على سير تفاعل الاندماج. 
مع هذا العمل في متناول اليد، بدأ سبيتزر في الضغط على هيئة الطاقة الذرية الأمريكية (AEC) لتمويل تطوير الجهاز .  أوجز خطة تتضمن ثلاث مراحل: الأول سيشهد بناء نموذج A ، والغرض منه هو إثبات أنه يمكن تكوين بلازما وأن وقت حبسها سيكون أفضل في طارة. إذا كان النموذج A ناجحا، فسيحاول النموذج B تسخين البلازما إلى درجات حرارة الالتحام . سيتبع ذلك نموذج C ، والذي سيحاول في الواقع إنشاء تفاعلات اندماج تستمر طويلا .  كان من المتوقع أن تستغرق هذه السلسلة من التجارب بأكملها حوالي عقد من الزمان. 
في نفس الوقت تقريبًا، تعرّف جيم توك على مفهوم القرص أثناء عمله في مختبر Clarendon في جامعة أكسفورد. عُرض عليه وظيفة في الولايات المتحدة وانتهى به المطاف في لوس ألاموس، حيث أطلع الباحثين الآخرين على هذه الفكرة. عندما سمع أن سبيتزر يروج لهذا الستيلاراتور، سافر أيضًا إلى واشنطن ليقترح بناء جهاز القرص. واعتبر خطط سبيتزر «طموحة بشكل لا يصدق». ومع ذلك، نجح سبيتزر في الحصول على تمويل بقيمة 50,000 دولار من AEC ، بينما لم يتلق توك أي شيء. 
تم إنشاء برنامج برينستون رسميًا في 1 يوليو 1951. اقترح سبيتزر، وهو متسلق جبال متعطش،  اسم " Project Matterhorn " لأنه شعر أن «العمل الذي في متناول اليد بدا صعبًا، مثل صعود جبل.»  تم إنشاء قسمين في البداية، قسم S يعمل على الجهاز النجمي تحت اشراف سبيتزر، والقسم B يعمل على تصميم القنبلة تحت اشراف ويلر. تم إنشاء ماترهورن في حرم فوريستال الجامعي الجديد في برينستون، على 825 أكر (334 ها) قطعة أرض اشترتها الجامعة من معهد روكفلر للأبحاث الطبية عندما انتقل روكفلر إلى مانهاتن.  كانت الأرض تقع على بعد حوالي 3 ميل (4.8 كـم) من الحرم الجامعي الرئيسي في جامعة برينستون ولديها بالفعل ستة عشر مبنى مختبريا . أقام سبيتزر القسم S السري للغاية في كوخ أرنب سابق. 
لم يمض وقت طويل قبل أن تبدأ المختبرات الأخرى في التحريض على تمويلها الخاص. تمكن توك من ترتيب بعض التمويل له ربما من خلال بعض الميزانيات التقديرية في LANL ، لكن فرقًا أخرى في LANL وBerkeley وOak Ridge (ORNL) قدمت أيضًا أفكارها. في النهاية، نظمت AEC قسمًا جديدًا لكل هذه المشاريع، ليصبح «مشروع Sherwood». 

### الأجهزة القديمة
بتمويل من AEC ، بدأ سبيتزر العمل بدعوة [جيمس فان ألن] للانضمام إلى المجموعة وإعداد برنامج تجريبي. اقترح «ألن» البدء بجهاز «منضدي» صغير. أدى ذلك إلى تصميم النموذج A ، والذي بدأ البناء فيه في عام 1952. كان مصنوعا من 5 سنتيمتر (2.0 بوصة) أنابيب بيركس حوالي 350 سـم (11.5 قدم) في الطول الإجمالي، والمغناطيسات قادرة بشدة حوالي 1000 جاوس.  بدأت الآلة عملياتها في أوائل عام 1953 وأظهرت بشكل واضح حبسًا محسنًا على الحلقة البسيطة. 
أدى ذلك إلى بناء النموذج B ، والذي كان يعاني من مشكلة أن المغناطيسات لم تكن مثبتة جيدًا وتميل إلى التحرك عند تشغيلها بأقصى طاقتها البالغة 50.000 جاوس (وحدة). فشل التصميم الثاني أيضًا للسبب نفسه، لكن هذه الآلة أظهرت عدة مئات من الكيلوفولت من الأشعة السينية التي تشير إلى حبس جيد للبلازما. أدت الدروس المستفادة من هذين التصميمين إلى B-1، الذي استخدم التسخين الأومي (انظر أدناه) للوصول إلى درجات حرارة البلازما حوالي 100.000 درجة مئوية.  أظهر هذا الجهاز أن الشوائب في البلازما تسبب انبعاثات كبيرة من الأشعة السينية التي تبرد البلازما بسرعة. وفي عام 1956، أعيد بناء B-1 بنظام تفريغ فائق السرعة لتقليل الشوائب، لكن وٌجد أنه حتى بكميات أقل لا تزال مشكلة خطيرة. هناك تأثير آخر تم ملاحظته في B-1 وهو أنه أثناء عملية التسخين، ستبقى الجسيمات محصورة فقط لأعشار قليلة من الملي ثانية، بينما بمجرد إيقاف الحقل، تظل أي جسيمات متبقية محصورة لمدة تصل إلى 10 ملي ثانية. يبدو أن هذا يرجع إلى «تأثيرات متبادلة» داخل البلازما. 
وفي الوقت نفسه، تم بناء آلة ثانية تعرف باسم B-2. كان هذا مشابهًا لآلة B-1 ولكنها تستخدم الطاقة النبضية للسماح لها بالوصول إلى طاقة مغناطيسية أعلى، وشمل نظام تسخين ثانٍ يُعرف باسم الضخ المغناطيسي. تم تعديل هذه الآلة أيضًا بإضافة نظام فراغ فائق. لسوء الحظ أظهر B-2 تسخينًا ضئيلًا من الضخ المغناطيسي، وهو ما لم يكن غير متوقع تمامًا لأن هذه الآلية تتطلب أوقات حبس أطول، وهذا لم يتحقق. نظرًا لأنه يبدو أنه لا يمكن تعلم الكثير من هذا النظام بشكله الحالي، فقد تم إرساله في عام 1958 إلى معرض الذرة من أجل السلام في جنيف.  ومع ذلك، عندما تم تعديل نظام التسخين، زاد الاقتران بشكل كبير، مما يدل على درجات حرارة داخل قسم التسخين تصل إلى 1,000 إلكترون فولت (160 آجول) .  
تم بناء جهازين إضافيين لدراسة العملية النبضية. تم الانتهاء من B-64 في عام 1955، وهي في الأساس نسخة أكبر من آلة B-1 ولكنها مدعومة بنبضات تيار تنتج ما يصل إلى 15.000 جاوس. تضمنت هذه الآلة محولًا يزيل الشوائب من البلازما، مما يقلل بشكل كبير من تأثير التبريد بأشعة x-ray التي شوهدت في الأجهزة السابقة. تضمن B-64 مقاطع مستقيمة في الأطراف المنحنية مما يعطيها مظهرًا مربعًا. أدى هذا المظهر إلى اسمها، كان «شكل 8 مربع»، أو 8 تربيع، أو 64. أدى ذلك إلى إجراء تجارب في عام 1956 حيث تم إعادة تجميع الجهاز دون الالتواء في الأنابيب، مما سمح للجسيمات بالحركة دون دوران. 
ثم تم بناء B-65، الذي تم الانتهاء منه في عام 1957، باستخدام تخطيط «مضمار السباق» الجديد. كان هذا نتيجة للملاحظة أن إضافة ملفات حلزونية إلى الأجزاء المنحنية من الجهاز أنتجت حقلاً يقدم الدوران من خلال الحقول المغناطيسية الناتجة تمامًا. كان لهذا ميزة إضافية تتمثل في أن المجال المغناطيسي يشمل القص ، والذي كان معروفًا بتحسين الاستقرار.  كانت B-3، التي اكتملت أيضًا في عام 1957، عبارة عن آلة B-2 مكبرة بشكل كبير مع فراغ فائق وحصر نبضي يصل إلى 5.0000 جاوس وأزمنة الحبس المتوقعة تصل إلى 0.01 ثانية. كانت آخر آلات B-series هي B-66، التي اكتملت في عام 1958، والتي كانت في الأساس مزيجًا من تصميم مضمار السباق من B-65 مع الحجم الأكبر والطاقة من B-3. 
لسوء الحظ أظهرت كل هذه الآلات الأكبر حجمًا مشكلة أصبحت تُعرف باسم «ضخ خارج». تسبب هذا التأثير في معدلات انجراف البلازما التي لم تكن أعلى فقط من النظرية الكلاسيكية المقترحة ولكن أيضًا أعلى بكثير من معدلات Bohm. كان معدل الانجراف لـ B-3 ثلاثة أضعاف معدل تنبؤات «بوم»، وفشل في الحفاظ على حبس البلازما لأكثر من بضع عشرات من الميكروثانية. 

### نموذج C
في وقت مبكر من عام 1954، مع استمرار البحث على آلات الفئة B ، أصبح تصميم الجهاز طراز C أكثر تحديدًا. ظهرت كآلة كبيرة لتخطيط مضمار السباق مع مصادر تسخين متعددة ومحول، وهو في الأساس B-66 أكبر. بدأ البناء في عام 1958 واكتمل في عام 1961. يمكن تعديله للسماح لمحور بلازما صغير يتراوح بين 5 و 7.5 سنتيمتر (2.0 و 3.0 بوصة) وكان 1,200 سـم (470 بوصة) في الطول. تعمل ملفات المجال الحلقي عادةً عند 35000 جاوس. 
بحلول الوقت الذي بدأ فيه النموذج C عملياته، كانت المعلومات التي تم جمعها من الآلات السابقة توضح أنه لن يكون قادرًا على إنتاج اندماج على نطاق واسع. كان انتقال الأيونات عبر خطوط المجال المغناطيسي أعلى بكثير مما اقترحته النظرية الكلاسيكية. لم تفعل الحقول المغناطيسية المتزايدة بشكل كبير للآلات اللاحقة الكثير لمعالجة هذا الأمر، ولم تتحسن أوقات الحبس . بدأ الاهتمام يتحول إلى تركيز أكبر بكثير على الفهم النظري للبلازما. في عام 1961، تولى ملفين غوتليب مشروع مترهورن من سبيتزر، وفي 1 فبراير اعيد تسمية المشروع باسم: برنستون بلازما فيسيكس لابوراتوري (PPPL). 
أدى التعديل والتجريب المستمر على النموذج C إلى تحسين تشغيله ببطء، وزادت أوقات حبس البلازما في النهاية لتتناسب مع تقديرات «بوم». تم استخدام إصدارات جديدة من أنظمة التسخين التي زادت درجات الحرارة ببطء. ومن أبرز هذه العوامل إضافة مسرع جسيمات صغير عام 1964 لتسريع أيونات الوقود إلى طاقة عالية بما يكفي لعبور الحقول المغناطيسية، وترسب الطاقة داخل المفاعل عندما تصطدم بأيونات أخرى موجودة بالفعل في الداخل.  طريقة التسخين هذه، المعروفة الآن باسم حقن الحزمة المحايدة، أصبحت منذ ذلك الحين عالمية تقريبًا في آلات اندماج الحبس المغناطيسي.
قضى النموذج C معظم تاريخه في دراسات النقل الأيوني.  من خلال الضبط المستمر للنظام المغناطيسي وإضافة طرق تسخين جديدة؛ وفي عام 1969، وصل النموذج C في النهاية إلى درجات حرارة تبلغ 400  إلكترون فولت. 

### مناهج أخرى
خلال هذه الفترة، ظهر عدد من التصميمات النجمية المحتملة الجديدة، والتي تضمنت تخطيطًا مغناطيسيًا مبسطًا. استخدم النموذج C الحبس المنفصل والملفات الحلزونية، حيث كانت هذه عملية تطورية من التصميم الأصلي الذي كان يحتوي فقط على ملفات الحبس. لاحظ باحثون آخرون، لا سيما في ألمانيا ، أنه يمكن تحقيق نفس التكوين العام للحقل المغناطيسي بترتيب أبسط بكثير. هذا أدى إلى تخطيط torastron أو heliotron .
في هذه التصميمات ، يتم إنتاج الحقل الأولي بواسطة مغناطيس حلزوني واحد ، مشابه لإحدى اللفات الحلزونية للمركب النجمي «الكلاسيكي». على عكس تلك الأنظمة ، هناك حاجة إلى مغناطيس واحد فقط ، وهو أكبر بكثير من تلك الموجودة في الأجهزةالنجمية. لإنتاج الحقل الشبكي ، تُنتج مجموعة ثانية من الملفات التي تعمل بشكل بوليويد حول الجزء الخارجي من المغناطيس الحلزوني حقلاً رأسيًا ثانيًا يمتزج مع المجال الحلزوني. والنتيجة هي تصميم أبسط بكثير ، حيث أن المغناطيسات القطبية تكون بشكل عام أصغر بكثير وهناك مساحة كبيرة بينها للوصول إلى الداخل ، بينما في التصميم الأصلي ، تكون مغناطيسات الحصر الحلقي كبيرة نسبيًا ولا تترك مساحة صغيرة بينها.  
ظهر تحديث آخر من إدراك أن الحقل الكلي يمكن إنتاجه من خلال سلسلة من المغناطيسات المستقلة على شكل الحقل المحلي. ينتج عن هذا سلسلة من المغناطيسات المعقدة التي يتم ترتيبها مثل الملفات الحلقية للتخطيط الأصلي. ميزة هذا التصميم هي أن المغناطيسات مستقلة تمامًا ؛ في حالة تلف أحدها ، يمكن استبداله بشكل فردي دون التأثير على بقية النظام. بالإضافة إلى ذلك ، يمكن إعادة ترتيب تخطيط الحقل العام عن طريق استبدال العناصر. تعد هذه «الملفات المعيارية» الآن جزءًا رئيسيًا من البحث المستمر.

### تدافع توكاماك
في عام 1968، أصدر العلماء في الاتحاد السوفيتي نتائج آلات التوكاماك الخاصة بهم ، ولا سيما أحدث مثال لهم ، T-3. كانت النتائج مذهلة لدرجة أنه كان هناك شك واسع النطاق في هذه النتائج. لمعالجة هذا الأمر دعى السوفييت فريقًا من الخبراء من المملكة المتحدة لاختبار الآلات بأنفسهم. اختباراتهم التي تم إجراؤها باستخدام نظام قائم على الليزر تم تطويره لمفاعل ZETA في إنجلترا ، أثبتت صحة البيانات السوفييتية بأن درجات حرارة الإلكترون تبلغ 1000 إلكترون فولت. ما تبع ذلك كان «تدافع حقيقي» لبناء توكاماك في جميع أنحاء العالم. 
في البداية تجاهلت المعامل الأمريكية التوكاماك. سبيتزر نفسه نفى ذلك على أنه خطأ تجريبي. ومع ذلك - مع ظهور نتائج جديدة - لا سيما تقارير المملكة المتحدة ، وجدت جامعة برينستون نفسها في موقف محاولة الدفاع عن الجهاز النجمي باعتباره آلة تجريبية مفيدة بينما كانت مجموعات أخرى من جميع أنحاء الولايات المتحدة تطالب بأموال لبناء توكاماك. في يوليو 1969 غير «جوتليب» رأيه وعرض تحويل الطراز C إلى خطة توكاماك. وفي ديسمبر تم إغلاقه وإعادة فتحه في مايو باسم توكاماك متناظر Symmetric Tokamak (ST).
تطابق التوكاماك المتناظر على الفور الأداء الذي شوهد في الآلات السوفيتية ، متفوقًا على نتائج الطراز C بأكثر من عشر مرات. منذ ذلك الحين ، كان معهد PPPL المطور الرئيسي لطراز توكاماك في الولايات المتحدة ، حيث قدم سلسلة من الآلات لاختبار التصميمات والتعديلات المختلفة. توصل جهاز برينستون لارج توروس عام 1975 بسرعة لعديد من أرقام الأداء التي كانت مطلوبة لآلة اقتصادية . وكان يعتقد على نطاق واسع أن العتبة الحرجة لتعادل الاننحصار سيتم الوصول إليها في أوائل الثمانينيات. ما كان مطلوبًا هو آلات أكبر وأنظمة أكثر قوة لتسخين البلازما إلى درجات حرارة التي يبدء عندعا الاندماج .
التوكاماك هو نوع من آلات الضغط ، تختلف عن التصميمات السابقة بشكل أساسي في مقدار التيار في البلازما: فوق عتبة معينة تُعرف باسم عامل الأمان ، أو q ، تكون البلازما أكثر استقرارًا. عمل جهاز زيتا بسرعة1⁄3 ، بينما أظهرت التجارب على التوكاماك أنه يجب أن يكون 1 على الأقل. أظهرت الآلات التي تتبع هذه القاعدة أداءً محسنًا بشكل كبير. ومع ذلك وبحلول منتصف الثمانينيات اختفى المسار السهل لاندماج البلازما . مع بدء زيادة شدة التيار في الآلات الجديدة ، ظهرت مجموعة جديدة من عدم الاستقرار في البلازما. اعتقد أنه يمكن معالجة هذه المشكلات ، ولكن فقط من خلال زيادة شدة المجالات المغناطيسية بشكل كبير ، مما يتطلب مغناطيسات فائقة التوصيل وأحجامًا ضخمة لحصر البلازما . كانت تكلفة مثل هذه الآلة كبيرة لدرجة أن الأطراف العلمية المعنية اجتمعت معًا لبدء مشروع ITER كمشروع دولي.

### العودة لـلستيلاراتور
مع نمو مشاكل تجارب توكاماك ، عاد الاهتمام بالنظام النجمي (الستيلاتور) إلى الظهور. تزامن ذلك مع تطوير أدوات التخطيط بمساعدة الكمبيوتر المتقدمة التي سمحت ببناء مغناطيسات معقدة كانت معروفة سابقًا ولكنها كانت صعبة التصميم والبناء.
زادت المواد وطرق البناء الجديدة من جودة وقوة المجالات المغناطيسية ، مما أدى إلى تحسين الأداء. تم بناء أجهزة جديدة لاختبار هذه الأفكار. تشمل الأمثلة الرئيسية Wendelstein 7-X في ألمانيا ، وتجربة التماثل الحلزوني (HSX) في الولايات المتحدة ، والجهاز الحلزوني الكبير في اليابان. يستخدم مفاعل ويندلشتاين 7 إكس وجهاز LHD ملفات مغناطيسية فائقة التوصيل.
يؤدي عدم وجود تيار داخلي إلى القضاء على عدم استقرار عمل التوكاماك ، مما يعني أن الجهاز النجمي (ستيلاراتور) يجب أن يكون أكثر استقرارًا في ظروف التشغيل المماثلة. على الجانب السلبي، ونظرًا لأنه يفتقر إلى حصر البلازما جيدا الذي يوفره التيار الموجود في توكاماك ، يتطلب الستيلاراتور  مغناطيسات أكثر قوة للوصول إلى أي الانحصار المطلوب للبلازما . إن جهاز ستيلاراتور  يجب أن يكون آلة تعمل في حالة مستقرة ، والتي تتمتع بالعديد من المزايا من وجهة النظر الهندسية .

## الأفكار الأساسية

### متطلبات الاندماج
يؤدي تسخين الغاز إلى زيادة طاقة الايونات الموجودة فيه أي زيادة سرعاتها لكي تصطدم ببعضها البعض ، لذلك عن طريق تسخين الغاز إلى مئات الملايين من الدرجات ، تصل غالبية الأيونات (البلازما) الموجودة فيه إلى الطاقة اللازمة للالتحام والاندماج . وفقًا لتوزيع ماكسويل-بولتزمان لسرعات الجزيئات في الغازات ، ستصل بعض جسيمات البلازما إلى الطاقات المطلوبة عند متوسط درجات حرارة أقل بكثير. نظرًا لأن الطاقة المنبعثة من تفاعل الاندماج أكبر بكثير مما يتطلبه الأمر لبدء تشغيله ؛ إذ يمكن حتى لعدد صغير من التفاعلات تسخين الوقود المحيط حتى يندمج أيضًا. في عام 1944، حسب إنريكو فيرمي أن تفاعل تفاعل ديوترون-تريتيوم سيكون مكتفيًا ذاتيًا عند حوالي 50.000.000 درجة مئوية أو كلفن. 
تتأين المواد التي يتم تسخينها إلى ما يزيد عن بضع عشرات الآلاف من الدرجات في فصل إلكترونات عن ذراتها وتصبح الأنوية الذرية حرة طليقة، مما ينتج عنه حالة شبيهة بالغاز من المادة تعرف بالبلازما. وفقًا لقانون الغاز المثالي في الديناميكا الحرارية، مثل أي غاز ساخن ، فإن للبلازما ضغط داخلي وبالتالي تريد التمدد.  بالنسبة لمفاعل الاندماج ، يتمثل التحدي في الحفاظ على احتواء وانحصار البلازما لكي تتفاعل مع بعضها وتصل إلى الاندماج. في مجال مغناطيسي ، تدور الإلكترونات والنواة حول خطوط المجال المغناطيسي ، وتحصرها في المنطقة التي يحددها المجال.  

### الحبس المغناطيسي
يمكن عمل نظام حبس بسيط عن طريق وضع أنبوب داخل أنبوب موجود في ملف لولبي. يمكن تفريغ الأنبوب ثم ملئه بالغاز المطلوب وتسخينه حتى يصبح بلازما. تريد البلازما بشكل طبيعي أن تتمدد للخارج فيمتصها جدران الأنبوب ، وكذلك تحركها على طوله نحو الأطراف. ينشئ الملف اللولبي خطوط مجال مغناطيسي تسير أسفل مركز الأنبوب ، وتدور جزيئات البلازما حول هذه الخطوط ، مما يمنع حركتها نحو الجانبين. لسوء الحظ ، لن يحصر هذا الترتيب البلازما على طول الأنبوب ، وستكون البلازما حرة في التدفق خارج النهايات وفقدانها . 
الحل الواضح لهذه المشكلة هو ثني الأنبوب في شكل طارة (حلقة أو دونات).  تظل الحركة باتجاه الجانبين مقيدة كما كان من قبل في الأنبوب ، وبينما تظل الجسيمات حرة في التحرك على طول الخطوط ؛ في هذه الحالة ستدور البلازما حول المحور الطويل للأنبوب. ولكن ، كما أشار فيرمي ، وكذلك الروسي  بأنه ، عندما يكون الملف اللولبي مثنيًا في حلقة ، فإن اللفات الكهربائية ستكون أقرب معًا من الداخل منها إلى الخارج. سيؤدي ذلك إلى مجال غير مستوٍ عبر الأنبوب ، وسوف تنجرف الوقود (البلازما) ببطء خارج المركز. ونظرًا لأن الإلكترونات والأيونات (لأن الإلكترونات سالبة الشحنة والأيونات موجبة) سوف ينجرفان في اتجاهين متعاكسين ، فإن هذا سيؤدي إلى فصل الشحنة والقوى الكهروستاتيكية التي من شأنها أن تطغى في النهاية على القوة المغناطيسية. تحتاج بعض القوة الإضافية لمواجهة هذا الانجراف نحو جدار الجهاز ، مما سيوفر حبسًا وانحصارا طويل الأمد.  

### طريقة ستيلاراتور
المفهوم الأساسي لسبيتزر في التصميم النجمي هو أن الانجراف الذي لاحظه فيرمي يمكن إلغاؤه من خلال الترتيب المادي للأنبوب المفرغ. في الطارة ، تنجرف الجسيمات الموجودة على الحافة الداخلية للأنبوب ، حيث يكون الحقل أقوى ، لأعلى ، بينما تنجرف الجسيمات الموجودة بالخارج إلى أسفل (أو العكس بالعكس). ومع ذلك ، إذا تم التحكم في الجسيمات بالتناوب بين داخل الأنبوب وجداره ، فإن الانجرافات ستتبدل بين أعلى وأسفل وستلغي بعضها البعض. هذا الإلغاء ليس مثاليًا ، فهو يتم جزئيا تاركًا بعض الانجراف الصافي ، لكن الحسابات النظرية الأساسية كانت تقدر أن الانجراف سينخفض بدرجة كافية لحصر البلازما لفترة كافية لتسخينها بشكل كافٍ. 
كان اقتراح سبيتزر للقيام بذلك بسيطًا. بدلاً من الطارة العادية ، سيتم قطع الجهاز بشكل أساسي إلى النصف لإنتاج نصفي أنبوب مستدير . ثم يتم ضمهما بقسمين مستقيمين بين الأطراف المفتوحة. كان المفتاح هو أنهم كانوا متصلين بنهايات بديلة بحيث كان النصف الأيمن من أحد نصفي الأنبوب المنحني متصلاً على يسار الآخر. كان التصميم الناتج يشبه الشكل 8 عند النظر إليه من الأعلى. نظرًا لأن الأنابيب المستقيمة لا يمكن أن تمر من خلال بعضها البعض ، فإن التصميم لم يكن مسطحًا ، وكان لابد من إمالة الأنبوب الولبي عند أي من الطرفين. هذا يعني تقليل إلغاء الانجراف بشكل أكبر ، وفي هذه المرة ، بينت الحسابات النظرية أن النظام سوف يعمل. 
لفهم كيفية عمل النظام لمواجهة الانجراف ، ضع في اعتبارك مسار جسيم واحد في النظام بدءًا من أحد الأقسام المستقيمة. إذا كان هذا الجسيم متمركزًا تمامًا في الأنبوب ، فسوف ينتقل إلى أسفل المركز إلى أحد نصفي التوري اللولبي، ويخرج إلى مركز الأنبوب التالي ، وما إلى ذلك. سيكمل هذا الجسيم حلقة حول المفاعل (الجهز النجمي) بأكمله دون مغادرة المركز. الآن ضع في اعتبارك جسيمًا آخر يتحرك موازيًا للجسيم الأول ، ولكنه يقع في البداية بالقرب من الجدار الداخلي للأنبوب. في هذه الحالة ، سوف يدخل الحافة الخارجية للنصف الدائري ويبدأ في الانجراف لأسفل. يخرج من هذا القسم ويدخل القسم الثاني المستقيم ، ولا يزال على الحافة الخارجية لذلك الأنبوب. ومع ذلك ، لأن الأنابيب متقاطعة ، عندما تصل إلى النصف الثاني ، تدخلها على الحافة الداخلية . أثناء انتقاله عبر هذا القسم ، ينجرف بطريقة عكسية ويبقى عند مركز الجهاز . 
سيقلل هذا التأثير من أحد الأسباب الرئيسية للانحراف في الآلة ، ولكن هناك أسباب أخرى يجب وضعها في الاعتبار أيضًا. على الرغم من أن الأيونات والإلكترونات في البلازما ستدور حول الخطوط المغناطيسية ، إلا أنها ستفعل ذلك في اتجاهين متعاكسين ، وبسرعات دوران عالية جدًا. يؤدي هذا إلى احتمال حدوث تصادمات بين الجسيمات التي تدور حول خطوط مختلفة من القوة أثناء مرورها عبر المفاعل ، وهو ما يتسبب لأسباب هندسية بحتة في انجراف الوقود (الأيونات) ببطء إلى الخارج. تؤدي هذه العملية في النهاية إلى اصطدام الأيونات (الوقود] بالهيكل أو التسبب في فصل شحنة كبيرة بين الأيونات والإلكترونات. قدم سبيتزر فكرة إضافة محول ، وهو مغناطيس يوضع حول الأنبوب الذي يسحب الطبقة الخارجية من البلازما. سيؤدي ذلك إلى إزالة الأيونات قبل أن تنجرف بعيدًا وتضرب الجدران. كما أنه يزيل أي عناصر أثقل من البلازما؛ مثل نواتج الاندماج وهي ذرات هيليوم. 

## هوامش
1. ↑  Extensive studies in the 1970s lowered this slightly to about 70 keV.
2. ↑  Sources disagree on when the stellarator concept emerged in its current form, Bromberg puts the figure-8 arrangement being part of later work after he returned to Princeton.
3. ↑  The American Alpine Club has an annual Lyman Spitzer Cutting Edge Climbing Award.
4. ↑  Eventually becoming جامعة روكفلر.
5. ↑  The bulk temperature of the plasma was much lower, this was the temperature only within the heating section.
6. ↑  أندريه ساخاروف في عام    1950, ولكن لم تكن نظرياتهما معروفة حتى عام  1958.[24]

## اقرأ أيضا
- وقود تريتيوم
- الحلقة الأوروبية المشتركة (جيت)
- ستيلاراتور
- توكاماك
- تجربة ليثيوم توكاماك